# العضيف (المقاطرة)

تعديل مصدري - تعديل

العضيف هي إحدى قرى عزلة الصوالحة بمديرية المقاطرة التابعة لمحافظة لحج، بلغ تعداد سكانها 73 نسمة حسب تعداد اليمن لعام 2004.